# Timo Karjalainen
Timo Karjalainen es un deportista finlandés que compitió en taekwondo. Ganó una medalla de bronce en el Campeonato Europeo de Taekwondo de 1990, en la categoría de –70 kg.

## Palmarés internacional
| Campeonato Europeo | Campeonato Europeo | Campeonato Europeo | Campeonato Europeo |
| Año                | Lugar              | Medalla            | Categoría          |
| ------------------ | ------------------ | ------------------ | ------------------ |
| 1990               | Århus (Dinamarca)  | Medalla de bronce  | –70 kg             |